# Галачипа
Галачипа (бенг. গলাচিপা, англ. Galachipa) — город на юге Бангладеш, административный центр одноимённого подокруга. Площадь города равна 9,6 км². По данным переписи 2001 года, в городе проживало 17 547 человек, из которых мужчины составляли 53,17 %, женщины — соответственно 46,83 %. Плотность населения равнялась 1828 чел. на 1 км². Уровень грамотности населения составлял 43,97 % (при среднем по Бангладеш показателе 43,1 %). 